# Liga de Campeones de Baloncesto 2021-22
La Liga de Campeones de Baloncesto 2021-22 (en inglés Basketball Champions League) fue la sexta edición del torneo a nivel de clubes e instituciones del baloncesto europeo gestionada por FIBA. La competición comenzó el 13 de septiembre de 2021 con las Fases de Clasificación y finalizó el 8 de mayo de 2022 tras la disputa de la Final Four en Bilbao. El Hereda San Pablo Burgos,  campeón la temporada anterior, defendió su corona hasta los Play-Ins.
El título viajó a S. C. de La Laguna por segunda ocasión en seis temporadas, tras ganar el Lenovo Tenerife  por 98-87 al Baxi Manresa en la primera Final en sede neutral y con dos contendientes de una misma liga.
Como ganador el Lenovo Tenerife tiene adjudicada la plaza de representante de esta competición en la Copa Intercontinental FIBA 2023.

## Equipos participantes
En esta sexta edición, el número de participantes ha sido de 52 equipos de 30 nacionalidades distintas. Un total de 28 entraron en la competición directamente en la Fase Regular, junto con 4 los supervivientes de una previa de 24 equipos de la Fase de Clasificación.
| Fase Regular            | Fase Regular    | Fase Regular                | Fase Regular                      |
| ----------------------- | --------------- | --------------------------- | --------------------------------- |
| Pınar Karşıyaka         | Baxi Manresa    | MHP Riesen Ludwigsburg      | Igokea m:tel                      |
| Beşiktaş Icrypex        | Unicaja         | EWE Baskets Oldenburg       | ERA Nymburk                       |
| Tofaş Bursa             | Lavrio Megabolt | Hapoel U-NET Holon          | Falco Szombathely                 |
| Darüşşafaka             | AEK             | Hapoel Bank Yahav Jerusalem | VEF Rīga                          |
| Galatasaray Nef         | PAOK mateco     | Happy Casa Brindisi         | Rytas Vilnius                     |
| Lenovo Tenerife         | JDA Dijon       | Banco di Sardegna Sassari   | Arged BM Stal Ostrów Wielkopolski |
| Hereda San Pablo Burgos | SIG Strasbourg  | Filou Oostende              | Nizhny Novgorod                   |
| Fase de Clasificación   |                 |                             |                                   |
| Kapfenberg Bulls        | Opava           | Peristeri                   | Sporting CP                       |
| Belfius Mons-Hainaut    | Bakken Bears    | Hapoel Eilat                | U-BT Cluj-Napoca                  |
| Tsmoki-Minsk            | Kalev/Cramo     | NutriBullet Treviso         | Parma-Parimatch                   |
| Levski Lukoil           | Salon Vilpas    | Uniclub Casino Juventus     | Fribourg Olympic                  |
| KK Split                | Le Mans         | Mornar Bar                  | Prometey                          |
| Petrolina AEK           | Brose Bamberg   | ZZ Leiden                   | London Lions                      |

## Sistema de competición y calendario
Esta temporada se volvió a modificar el sistema de competición, con la aparición de un Play In y la recuperación de la Final Four.
Cuatro ciudades albergaron la criba de los 24 equipos citados en la Fase de Clasificación, con seis equipos por torneo y una sola plaza para la fase regular en juego. Se disputaron pues cuatro torneos simultáneos, donde los cuatro peores equipos por ranking jugaban una eliminatoria entre sí, de la cual avanzaron a semifinales donde allí esperaban los dos mejores clubs según el ranking. Para pasar a la final donde solo el ganador avanzaron a la Fase Regular (los 20 equipos perdedores tenían plaza en la fase de grupos de la FIBA Europe Cup, con derecho a declinar la opción de jugar en dicha competición).
Para la Fase Regular se sortearon 8 grupos de 4 equipos entre los 28 clasificados más los 4 supervivientes de las previas, según ranking y la condición de que cada grupo tuviese 4 naciones distintas. Los 8 primeros pasaron directamente a la ronda de Octavos, donde se encuadraron en 4 grupos nuevamente de 4 equipos cada uno. 
Se estrenaron los Play-Ins para acceder a Octavos, donde los 8 equipos clasificados en segundo lugar se enfrentaron al mejor de tres partidos a los 8 equipos clasificados terceros de la Fase Regular, teniendo siempre ventaja de campo los subcampeones de la fase anterior.
Una vez juntados los 8 primeros de la Fase Regular y los 8 ganadores del Play-In, en esos 4 grupos de 4 de Octavos de Final, los 2 primeros de cada nuevo grupo continuaron en la competición disputando los Cuartos de Final, en eliminatoria al mejor de tres, con ventaja de campo para los 4 primeros de grupo.
Tras este largo caminar, los 4 equipos que superaron los cuartos de final se vieron las caras en la Final Four de Bilbao para luchar por alzarse con el título de campeón.
| Fase                  | Ronda            | Sorteo              | Fecha                       | Fecha                       | Fecha                       |                            |
| --------------------- | ---------------- | ------------------- | --------------------------- | --------------------------- | --------------------------- | -------------------------- |
| Fase de Clasificación | Eliminatorias    | 7 de julio de 2021  | 13–18 de septiembre de 2021 | 13–18 de septiembre de 2021 | 13–18 de septiembre de 2021 |                            |
| Fase Regular          | Jornada 1        | 7 de julio de 2021  | 4–6 de octubre de 2021      | 4–6 de octubre de 2021      | 4–6 de octubre de 2021      |                            |
| Fase Regular          | Jornada 2        | 7 de julio de 2021  | Grupos A, B, E, F           | 11–13 de octubre de 2021    | 11–13 de octubre de 2021    | 11–13 de octubre de 2021   |
| Fase Regular          | Jornada 2        | 7 de julio de 2021  | Grupos C, D, G, H           | 18–20 de octubre de 2021    | 18–20 de octubre de 2021    | 18–20 de octubre de 2021   |
| Fase Regular          | Jornada 3        | 7 de julio de 2021  | Grupos A, B, E, F           | 25–27 de octubre de 2021    | 25–27 de octubre de 2021    | 25–27 de octubre de 2021   |
| Fase Regular          | Jornada 3        | 7 de julio de 2021  | Grupos C, D, G, H           | 1–3 de noviembre de 2021    | 1–3 de noviembre de 2021    | 1–3 de noviembre de 2021   |
| Fase Regular          | Jornada 4        | 7 de julio de 2021  | Grupos A, B, E, F           | 8–10 de noviembre de 2021   | 8–10 de noviembre de 2021   | 8–10 de noviembre de 2021  |
| Fase Regular          | Jornada 4        | 7 de julio de 2021  | Grupos C, D, G, H           | 15–17 de noviembre de 2021  | 15–17 de noviembre de 2021  | 15–17 de noviembre de 2021 |
| Fase Regular          | Jornada 5        | 7 de julio de 2021  | Grupos A, B, E, F           | 6–8 de diciembre de 2021    | 6–8 de diciembre de 2021    | 6–8 de diciembre de 2021   |
| Fase Regular          | Jornada 5        | 7 de julio de 2021  | Grupos C, D, G, H           | 13–15 de diciembre de 2021  | 13–15 de diciembre de 2021  | 13–15 de diciembre de 2021 |
| Fase Regular          | Jornada 6        | 7 de julio de 2021  | Grupos A-H                  | 22–22 de diciembre de 2021  | 22–22 de diciembre de 2021  | 22–22 de diciembre de 2021 |
| Fase Regular          | Jornada 6        | 7 de julio de 2021  | Grupo E                     | 29 de diciembre de 2021     | 29 de diciembre de 2021     | 29 de diciembre de 2021    |
| Fase Regular          | Jornada 6        | 7 de julio de 2021  | Grupo B                     | 6 de enero de 2022          | 6 de enero de 2022          | 6 de enero de 2022         |
| Play-Ins              | Eliminatorias    | 7 de julio de 2021  | 4-27 de enero de 2022       | 4-27 de enero de 2022       | 4-27 de enero de 2022       |                            |
| Octavos de final      | Jornada 1        | 7 de julio de 2021  | 25-26 de enero de 2022      | 25-26 de enero de 2022      | 25-26 de enero de 2022      |                            |
| Octavos de final      | Jornada 2        | 7 de julio de 2021  | 1-2 de febrero de 2022      | 1-2 de febrero de 2022      | 1-2 de febrero de 2022      |                            |
| Octavos de final      | Jornada 3        | 7 de julio de 2021  | 8-9 de febrero de 2022      | 8-9 de febrero de 2022      | 8-9 de febrero de 2022      |                            |
| Octavos de final      | Jornada 4        | 7 de julio de 2021  | 8–9 de marzo de 2022        | 8–9 de marzo de 2022        | 8–9 de marzo de 2022        |                            |
| Octavos de final      | Jornada 5        | 7 de julio de 2021  | 15–16 de marzo de 2022      | 15–16 de marzo de 2022      | 15–16 de marzo de 2022      |                            |
| Octavos de final      | Jornada 6        | 7 de julio de 2021  | 22–23 de marzo de 2022      | 22–23 de marzo de 2022      | 22–23 de marzo de 2022      |                            |
| Cuartos de final      | Eliminatorias    | 25 de marzo de 2022 | 5–20 de abril de 2022       | 5–20 de abril de 2022       | 5–20 de abril de 2022       |                            |
| Final Four            | Semifinales      | 25 de marzo de 2022 | 6 de mayo de 2022           | 6 de mayo de 2022           | 6 de mayo de 2022           |                            |
| Final Four            | Tercera posición | 25 de marzo de 2022 | 8 de mayo de 2022           | 8 de mayo de 2022           | 8 de mayo de 2022           |                            |
| Final Four            | Final            | 25 de marzo de 2022 | 8 de mayo de 2022           | 8 de mayo de 2022           | 8 de mayo de 2022           |                            |

## Fase de Clasificación
Ver Anexo:Fase Clasificatoria Liga de Campeones de Baloncesto 2021-22
Una lucha de 24 para sólo 4 plazas, así fue la Fase de Clasificación, repartida en 4 torneos simultáneos de 6 participantes cada uno.
Los equipos fueron ordenados por ranking, de tal modo que los dos mejores de cada grupo esperaron cada uno en una semifinal, a los dos ganadores del enfrentamiento directo entre los otros 4 equipos de fase. La final de cada torneo otorgó a cada vencedor la plaza para la Fase Regular, mientras que los cinco equipos, es decir, los 20 eliminados, no continuaron en esta competición, pero tenían plaza asegurada en la Fase Regular de la  FIBA Europe Cup, salvo renuncia voluntaria, cosa que ocurrió en 8 casos, mientras que los otros 12 decidieron continuar peleando en Europa, eso sí, en el siguiente escalón.
La FIBA eligió a las ciudades de Atenas, Treviso, Tallín y Sofía .
| Torneo    | Pabellón           | Club Clasificado    |
| --------- | ------------------ | ------------------- |
| A Atenas  | Andreas Papandreou | U-BT Cluj-Napoca    |
| B Treviso | Palaverde          | NutriBullet Treviso |
| C Tallín  | Saku Suurhall      | Kalev/Cramo         |
| D Sofía   | Arena Armeets      | Prometey            |

## Fase Regular
Tras la criba de la Fase de Clasificación, 32 equipos disputan esta Fase Regular (28 clasificados directamente + 4 ganadores de la Fase de Clasificación).
En este tramo los equipos se dividieron en 8 grupos de 4 participantes, tras un sorteo donde se tuvo en cuenta el ranking y la imposibilidad de tener en un mismo grupo a dos equipos de una misma liga, y se jugaron 6 jornadas de todos contra todos a ida y vuelta. 
Los 8 primeros al finalizar esta fase, se clasificaron directos a los octavos de final, encuadrándose en los grupos del I-L. Por el contrario, los 8 segundos clasificados aún no estarán en los 4 grupos de Octavos, tuvieron que ganárselo eliminando al mejor de tres partidos a los 8 terceros, con la ventaja de campo siempre para los segundos clasificados.
Esta fase empezó el lunes 4 de octubre y finalizó el miércoles 6 de enero de 2022.
 Ver Anexo:Partidos de la Liga de Campeones de Baloncesto 2021-22

### Grupo A
| Pos. | Equipo                    | PJ | G | P | PF  | PC  | DP  | Pts | Clasificación                  |  | MHP   | TENE  | PROM  | SASS  |
| ---- | ------------------------- | -- | - | - | --- | --- | --- | --- | ------------------------------ |  | ----- | ----- | ----- | ----- |
| 1    | MHP Riesen Ludwigsburg    | 6  | 4 | 2 | 494 | 450 | +44 | 10  | Acceso directo a los Octavos   |  | —     | 80–69 | 60–71 | 94–81 |
| 2    | Lenovo Tenerife           | 6  | 4 | 2 | 476 | 450 | +26 | 10  | Clasificados para los Play-Ins |  | 83–99 | —     | 80–78 | 87–60 |
| 3    | Prometey                  | 6  | 3 | 3 | 459 | 434 | +25 | 9   | Clasificados para los Play-Ins |  | 64–86 | 70–73 | —     | 89–56 |
| 4    | Banco di Sardegna Sassari | 6  | 1 | 5 | 421 | 516 | −95 | 7   | Eliminado                      |  | 82–75 | 63–84 | 79–87 | —     |

 Fuente: 

### Grupo B
| Pos. | Equipo                            | PJ | G | P | PF  | PC  | DP  | Pts | Clasificación                  |  | MANR  | JERU  | KSK   | STAL  |
| ---- | --------------------------------- | -- | - | - | --- | --- | --- | --- | ------------------------------ |  | ----- | ----- | ----- | ----- |
| 1    | Baxi Manresa                      | 6  | 5 | 1 | 487 | 445 | +42 | 11  | Acceso directo a los Octavos   |  | —     | 85–90 | 88–69 | 81–76 |
| 2    | Hapoel Bank Yahav Jerusalem       | 6  | 3 | 3 | 475 | 461 | +14 | 9   | Clasificados para los Play-Ins |  | 68–73 | —     | 84–86 | 83–76 |
| 3    | Pınar Karşıyaka                   | 6  | 3 | 3 | 453 | 475 | −22 | 9   | Clasificados para los Play-Ins |  | 67–72 | 65–85 | —     | 80–77 |
| 4    | Arged BM Stal Ostrów Wielkopolski | 6  | 1 | 5 | 449 | 483 | −34 | 7   | Eliminado                      |  | 75–88 | 76–65 | 69–86 | —     |

 Fuente: 

### Grupo C
| Pos. | Equipo          | PJ | G | P | PF  | PC  | DP  | Pts | Clasificación                  |  | UNIC  | JDA   | LAVR  | NIZH  |
| ---- | --------------- | -- | - | - | --- | --- | --- | --- | ------------------------------ |  | ----- | ----- | ----- | ----- |
| 1    | Unicaja         | 6  | 4 | 2 | 467 | 403 | +64 | 10  | Acceso directo a los Octavos   |  | —     | 83–54 | 86–70 | 93–69 |
| 2    | JDA Dijon       | 6  | 3 | 3 | 442 | 433 | +9  | 9   | Clasificados para los Play-Ins |  | 78–68 | —     | 73–49 | 89–75 |
| 3    | Lavrio Megabolt | 6  | 3 | 3 | 411 | 440 | −29 | 9   | Clasificados para los Play-Ins |  | 70–58 | 65–63 | —     | 95–86 |
| 4    | Nizhny Novgorod | 6  | 2 | 4 | 459 | 503 | −44 | 8   | Eliminado                      |  | 62–79 | 93–85 | 74–62 | —     |

 Fuente: 

### Grupo D
| Pos. | Equipo              | PJ | G | P | PF  | PC  | DP  | Pts | Clasificación                  |  | SZOM  | TVB   | RIGA  | AEK   |
| ---- | ------------------- | -- | - | - | --- | --- | --- | --- | ------------------------------ |  | ----- | ----- | ----- | ----- |
| 1    | Falco Szombathely   | 6  | 5 | 1 | 461 | 442 | +19 | 11  | Acceso directo a los Octavos   |  | —     | 81–80 | 68–59 | 83–78 |
| 2    | NutriBullet Treviso | 6  | 4 | 2 | 483 | 446 | +37 | 10  | Clasificados para los Play-Ins |  | 68–60 | —     | 91–85 | 81–69 |
| 3    | VEF Rīga            | 6  | 2 | 4 | 463 | 474 | −11 | 8   | Clasificados para los Play-Ins |  | 74–80 | 74–71 | —     | 92–76 |
| 4    | AEK                 | 6  | 1 | 5 | 471 | 516 | −45 | 7   | Eliminado                      |  | 83–89 | 77–92 | 88–79 | —     |

 Fuente: 

### Grupo E
| Pos. | Equipo          | PJ | G | P | PF  | PC  | DP  | Pts | Clasificación                  |  | GALA  | IGOK  | PAOK  | NYMB   |
| ---- | --------------- | -- | - | - | --- | --- | --- | --- | ------------------------------ |  | ----- | ----- | ----- | ------ |
| 1    | Galatasaray Nef | 6  | 5 | 1 | 525 | 486 | +39 | 11  | Acceso directo a los Octavos   |  | —     | 82–74 | 87–75 | 101–85 |
| 2    | Igokea m:tel    | 6  | 3 | 3 | 460 | 454 | +6  | 9   | Clasificados para los Play-Ins |  | 85–89 | —     | 68–64 | 76–69  |
| 3    | PAOK mateco     | 6  | 2 | 4 | 442 | 459 | −17 | 8   | Clasificados para los Play-Ins |  | 81–74 | 64–75 | —     | 83–84  |
| 4    | ERA Nymburk     | 6  | 2 | 4 | 481 | 509 | −28 | 8   | Eliminado                      |  | 86–92 | 86–82 | 71–75 | —      |

 Fuente: 

### Grupo F
| Pos. | Equipo         | PJ | G | P | PF  | PC  | DP  | Pts | Clasificación                  |  | TOFA  | SIG   | OOST  | KALE  |
| ---- | -------------- | -- | - | - | --- | --- | --- | --- | ------------------------------ |  | ----- | ----- | ----- | ----- |
| 1    | Tofaş Bursa    | 6  | 4 | 2 | 483 | 463 | +20 | 10  | Acceso directo a los Octavos   |  | —     | 85–75 | 92–83 | 77–81 |
| 2    | SIG Strasbourg | 6  | 3 | 3 | 491 | 489 | +2  | 9   | Clasificados para los Play-Ins |  | 74–76 | —     | 91–92 | 75–73 |
| 3    | Filou Oostende | 6  | 3 | 3 | 516 | 500 | +16 | 9   | Clasificados para los Play-Ins |  | 78–83 | 77–83 | —     | 99–66 |
| 4    | Kalev/Cramo    | 6  | 2 | 4 | 463 | 501 | −38 | 8   | Eliminado                      |  | 72–70 | 86–93 | 85–87 | —     |

 Fuente: 

### Grupo G
| Pos. | Equipo              | PJ | G | P | PF  | PC  | DP  | Pts | Clasificación                  |  | CLUJ    | HOLO    | DSK   | BRIN   |
| ---- | ------------------- | -- | - | - | --- | --- | --- | --- | ------------------------------ |  | ------- | ------- | ----- | ------ |
| 1    | U-BT Cluj-Napoca    | 6  | 5 | 1 | 523 | 505 | +18 | 11  | Acceso directo a los Octavos   |  | —       | 106–101 | 66–60 | 104–94 |
| 2    | Hapoel U-NET Holon  | 6  | 4 | 2 | 494 | 458 | +36 | 10  | Clasificados para los Play-Ins |  | 78–68   | —       | 64–57 | 84–80  |
| 3    | Darüşşafaka         | 6  | 2 | 4 | 459 | 470 | −11 | 8   | Clasificados para los Play-Ins |  | 101–103 | 86–79   | —     | 82–76  |
| 4    | Happy Casa Brindisi | 6  | 1 | 5 | 464 | 507 | −43 | 7   | Eliminado                      |  | 71–76   | 61–88   | 82–73 | —      |

 Fuente: 

### Grupo H
| Pos. | Equipo                  | PJ | G | P | PF  | PC  | DP  | Pts | Clasificación                  |  | VILN  | BURG  | BESIK | OLDEN |
| ---- | ----------------------- | -- | - | - | --- | --- | --- | --- | ------------------------------ |  | ----- | ----- | ----- | ----- |
| 1    | Rytas Vilnius           | 6  | 4 | 2 | 475 | 442 | +33 | 10  | Acceso directo a los Octavos   |  | —     | 87–69 | 82–69 | 71–69 |
| 2    | Hereda San Pablo Burgos | 6  | 4 | 2 | 487 | 472 | +15 | 10  | Clasificados para los Play-Ins |  | 77–84 | —     | 82–74 | 92–80 |
| 3    | Beşiktaş Icrypex        | 6  | 3 | 3 | 471 | 478 | −7  | 9   | Clasificados para los Play-Ins |  | 82–79 | 75–82 | —     | 88–72 |
| 4    | EWE Baskets Oldenburg   | 6  | 1 | 5 | 450 | 491 | −41 | 7   | Eliminado                      |  | 76–72 | 72–85 | 81–83 | —     |

 Fuente: 

## Play-ins
Tras la conclusión de la fase regular, 8 equipos quedaron eliminados, mientras que los 8 mejores de cada grupo esperan ya en los octavos de final.
Esta temporada se estrenan los Play-Ins para definir las últimas 8 plazas disponibles en octavos. Entraron pues, en esta novedosa ronda un total de 16 equipos, que pelearon para ser uno de los 8 que continúen en la competición a la conclusión de ésta.
Para ganar el acceso a Octavos se enfrentaron al mejor de tres partidos los segundos de grupo frente a los terceros de la fase anterior. El primer partido y el tercero en los casos que la eliminatoria lo necesitó, fueron en casa del segundo clasificado en la Fase regular, premiando su actuación en la misma. Las fechas para la disputa de los Play-ins fueron del 4 al 27 de enero de 2022.
 Ver Anexo:Partidos de la Liga de Campeones de Baloncesto 2021-22
| Equipo 1                    | Series | Equipo 2         | 1.er partido | 2.º partido | 3.er partido |
| --------------------------- | ------ | ---------------- | ------------ | ----------- | ------------ |
| Lenovo Tenerife             | 2-1    | Pınar Karşıyaka  | 76-69        | 80-88       | 74-71        |
| Hapoel Bank Yahav Jerusalem | 1-2    | Prometey         | 95-70        | 79-82       | 75-85        |
| JDA Dijon                   | 2-0    | VEF Rīga         | 84-77        | 83-79       |              |
| NutriBullet Treviso         | 2-0    | Lavrio Megabolt  | 87-72        | 90-78       |              |
| Igokea m:tel                | 1-2    | Filou Oostende   | 87-72        | 64-85       | 77-83        |
| SIG Strasbourg              | 2-0    | PAOK mateco      | 105-78       | 80-79       |              |
| Hapoel U-NET Holon          | 2-1    | Beşiktaş Icrypex | 72-73        | 72-70       | 74-68        |
| Hereda San Pablo Burgos     | 1-2    | Darüşşafaka      | 83-78        | 66-85       | 68-80        |

## Octavos de final
Los 16 equipos clasificados (ya bien por la fase regular o los play-ins) se encuadron en 4 grupos, I-L conformados por 4 equipos cada uno, donde jugaron todos contra todos a ida y vuelta en un total de 6 jornadas donde avanzarán de ronda los 2 mejores de cada grupo. Cabe destacar que en esta fase no coincidieron en ningún grupo equipos que ya se hubiesen cruzado en fases anteriores.
El 25 de enero fue la fecha para el inicio de esta fase, mientras que el miércoles 23 de marzo de 2022 supuso el cierre de la misma donde conocimos a los que 8 equipos participarán en los cuartos de final y por contra, que 8 clubes han terminado su andadura europea en esta temporada.
 Ver Anexo:Partidos de la Liga de Campeones de Baloncesto 2021-22

### Grupo I
| Pos. | Equipo                 | PJ | G | P | PF  | PC  | DP  | Pts | Clasificación                 |  | HOLO  | MHP   | JDA   | GALA  |
| ---- | ---------------------- | -- | - | - | --- | --- | --- | --- | ----------------------------- |  | ----- | ----- | ----- | ----- |
| 1    | Hapoel U-NET Holon     | 6  | 4 | 2 | 465 | 443 | +22 | 10  | Acceso a los cuartos de final |  | —     | 69–51 | 90–83 | 98–89 |
| 2    | MHP Riesen Ludwigsburg | 6  | 4 | 2 | 438 | 414 | +24 | 10  | Acceso a los cuartos de final |  | 68–71 | —     | 95–73 | 76–71 |
| 3    | JDA Dijon              | 6  | 3 | 3 | 461 | 476 | −15 | 9   | Eliminados                    |  | 78–66 | 72–84 | —     | 80–69 |
| 4    | Galatasaray Nef        | 6  | 1 | 5 | 433 | 464 | −31 | 7   | Eliminados                    |  | 74–71 | 58–64 | 72–75 | —     |

 Fuente: 

### Grupo J
| Pos. | Equipo              | PJ | G | P | PF  | PC  | DP  | Pts | Clasificación                 |  | MANR   | TOFA  | DSK   | TVB    |
| ---- | ------------------- | -- | - | - | --- | --- | --- | --- | ----------------------------- |  | ------ | ----- | ----- | ------ |
| 1    | Baxi Manresa        | 6  | 4 | 2 | 537 | 483 | +54 | 10  | Acceso a los cuartos de final |  | —      | 85–70 | 89–74 | 88–108 |
| 2    | Tofaş Bursa         | 6  | 4 | 2 | 483 | 440 | +43 | 10  | Acceso a los cuartos de final |  | 74–68  | —     | 91–81 | 82–80  |
| 3    | Darüşşafaka         | 6  | 4 | 2 | 492 | 495 | −3  | 10  | Eliminados                    |  | 89–84  | 75–74 | —     | 88–76  |
| 4    | NutriBullet Treviso | 6  | 0 | 6 | 464 | 558 | −94 | 6   | Eliminados                    |  | 88–103 | 51–92 | 81–85 | —      |

 Fuente: 

### Grupo K
Debido al conflicto en Ucrania y la ocupación de Zaporiyia, el Prometey se exilió en la República Checa. El partido de la jornada 2 ante el U-BT Cluj-Napoca se jugó en la ciudad de Nymburk.
Finalmente, el 5 de marzo de 2022 Prometey BC anunció la disolución de todos los equipos del club y su negativa a continuar jugando la competición.
Tras comunicar el Prometey su abandono de la competición, la FIBA de acuerdo al artículo D.5.1. del Reglamento Oficial de la FIBA, anuló todos los resultados del equipo ucraniano en esta fase de octavos de final.
| Pos. | Equipo           | PJ | G | P | PF  | PC  | DP  | Pts | Clasificación                 |  | CLUJ  | UNIC  | OOST  | PROM |
| ---- | ---------------- | -- | - | - | --- | --- | --- | --- | ----------------------------- |  | ----- | ----- | ----- | ---- |
| 1    | U-BT Cluj-Napoca | 4  | 3 | 1 | 320 | 308 | +12 | 7   | Acceso a los cuartos de final |  | —     | 70–86 | 86–75 | X    |
| 2    | Unicaja          | 4  | 2 | 2 | 302 | 294 | +8  | 6   | Acceso a los cuartos de final |  | 73–79 | —     | 75–59 | X    |
| 3    | Filou Oostende   | 4  | 1 | 3 | 294 | 314 | −20 | 5   | Eliminado                     |  | 74–85 | 86–68 | —     | X    |
| 4    | Prometey         | 0  | 0 | 0 | 0   | 0   | 0   | 0   | Club disuelto                 |  | X     | X     | X     | —    |

 Fuente: 

### Grupo L
| Pos. | Equipo            | PJ | G | P | PF  | PC  | DP  | Pts | Clasificación                 |  | TENE  | SIG   | VILN  | SZOM  |
| ---- | ----------------- | -- | - | - | --- | --- | --- | --- | ----------------------------- |  | ----- | ----- | ----- | ----- |
| 1    | Lenovo Tenerife   | 6  | 6 | 0 | 494 | 407 | +87 | 12  | Acceso a los cuartos de final |  | —     | 71–66 | 89–75 | 87–62 |
| 2    | SIG Strasbourg    | 6  | 3 | 3 | 463 | 449 | +14 | 9   | Acceso a los cuartos de final |  | 67–85 | —     | 71–73 | 98–86 |
| 3    | Rytas Vilnius     | 6  | 2 | 4 | 455 | 493 | −38 | 8   | Eliminados                    |  | 64–83 | 71–76 | —     | 91–88 |
| 4    | Falco Szombathely | 6  | 1 | 5 | 458 | 521 | −63 | 7   | Eliminados                    |  | 73–79 | 63–85 | 86–81 | —     |

 Fuente: 

## Cuartos de final
Los dos mejores de los grupos I-L ganaron el billete a estos Cuartos de Final. Los 4 primeros de grupo resultaron cabeza de serie en el sorteo para el Cuadro Final. Ser cabeza de Serie conllevó de cara a esta ronda, tener como privilegio disputar el primer partido en casa, así como el tercero en los casos que resultó necesario en esta serie eliminatoria al mejor de tres, para lograr el pase a la Final Four.
Durante el sorteo sólo se obtuvo la restricción de emparejar a equipos que se enfrentaran en la ronda de Octavos.
El primer partido de cada emparejamiento tuvo lugar entre el 5 y 6 de abril, los segundos duelos el 12 y 13 de abril, mientras que el 19 de abril el tercer partido de la eliminatoria entre rumanos y alemanes.
| Cabezas de Serie       | Cabezas de Serie | Cabezas de Serie | Cabezas de Serie |
| ---------------------- | ---------------- | ---------------- | ---------------- |
| Hapoel U-NET Holon     | Baxi Manresa     | U-BT Cluj-Napoca | Lenovo Tenerife  |
| No Cabezas de Serie    |                  |                  |                  |
| MHP Riesen Ludwigsburg | Tofaş Bursa      | Unicaja          | SIG Strasbourg   |

Tras el sorteo celebrado el viernes 25 de marzo de 2022 estos son los emparejamientos:
 Ver Anexo:Partidos de la Liga de Campeones de Baloncesto 2021-22
| Equipo 1           | Series | Equipo 2               | 1.er partido | 2.º partido | 3.er partido |
| ------------------ | ------ | ---------------------- | ------------ | ----------- | ------------ |
| Lenovo Tenerife    | 2-0    | Tofaş Bursa            | 78-77        | 74-73       |              |
| Hapoel U-NET Holon | 2-0    | SIG Strasbourg         | 93-75        | 81-80       |              |
| Baxi Manresa       | 2-0    | Unicaja                | 86-63        | 91-89       |              |
| U-BT Cluj-Napoca   | 1-2    | MHP Riesen Ludwigsburg | 76-73        | 75-92       | 73-79        |

## Cuadro Final
El Sorteo de los cuartos de final y de la Final Four se celebró el viernes 25 de marzo de 2022 en el Museo Guggenheim Bilbao mostrando el siguiente resultado:
|  | Cuartos de final   | Cuartos de final |                    |    | Semifinales                  | Semifinales                  |  |  | FINAL | FINAL |
|  |                    |                  |                    |    |                              |                              |  |  |       |       |
|  |                    |                  |                    |    |                              |                              |  |  |       |       |
|  |                    |                  |                    |    |                              |                              |  |  |       |       |
|  | U-BT Cluj-Napoca   | 1                |                    |    |                              |                              |  |  |       |       |
|  | U-BT Cluj-Napoca   | 1                | 6 de mayo          |    |                              |                              |  |  |       |       |
|  | MHP Riesen         | 2                |                    |    |                              |                              |  |  |       |       |
|  | MHP Riesen         | 2                | MHP Riesen         | 55 |                              |                              |  |  |       |       |
|  |                    |                  | MHP Riesen         | 55 |                              |                              |  |  |       |       |
|  |                    | Baxi Manresa     | 63                 |    |                              |                              |  |  |       |       |
|  | Baxi Manresa       | Baxi Manresa     | 63                 | 2  |                              |                              |  |  |       |       |
|  | Baxi Manresa       |                  | 8 de mayo          | 2  |                              |                              |  |  |       |       |
|  | Unicaja            | 0                |                    |    |                              |                              |  |  |       |       |
|  | Unicaja            | 0                | Baxi Manresa       | 87 |                              |                              |  |  |       |       |
|  |                    |                  | Baxi Manresa       | 87 |                              |                              |  |  |       |       |
|  |                    | Lenovo Tenerife  | 98                 |    |                              |                              |  |  |       |       |
|  | Hapoel U-NET Holon | Lenovo Tenerife  | 98                 | 2  |                              |                              |  |  |       |       |
|  | Hapoel U-NET Holon | 6 de mayo        |                    | 2  |                              |                              |  |  |       |       |
|  | SIG Strasbourg     | 0                |                    |    |                              |                              |  |  |       |       |
|  | SIG Strasbourg     | 0                | Hapoel U-NET Holon | 71 |                              |                              |  |  |       |       |
|  |                    |                  | Hapoel U-NET Holon | 71 |                              |                              |  |  |       |       |
|  |                    | Lenovo Tenerife  | 78                 |    | Partido por la Tercera Plaza | Partido por la Tercera Plaza |  |  |       |       |
|  | Lenovo Tenerife    | Lenovo Tenerife  | 78                 | 2  | Partido por la Tercera Plaza | Partido por la Tercera Plaza |  |  |       |       |
|  | Lenovo Tenerife    |                  | 8 de mayo          | 2  |                              |                              |  |  |       |       |
|  | Tofaş Bursa        | 0                |                    |    |                              |                              |  |  |       |       |
|  | Tofaş Bursa        | 0                | MHP Riesen         | 88 |                              |                              |  |  |       |       |
|  |                    |                  |                    |    |                              |                              |  |  |       |       |
|  | Hapoel U-NET Holon | 68               |                    |    |                              |                              |  |  |       |       |
|  | Hapoel U-NET Holon | 68               |                    |    |                              |                              |  |  |       |       |

## Final Four
Tras un largo camino el torneo llegó a su culminación en la ciudad de Bilbao los días del 6 y 8 de mayo de 2022. Por primera vez en la historia de la competición la Fase Final se juega en terreno plenamente neutral, pues hasta la presente edición, la Final Four/Final Eight se disputaba en la ciudad de uno de los clasificados. Además de esta novedad el desarrollo de la Final Four nos dejó por primera vez una Final entre dos equipos de una misma liga.
El 8 de mayo el Lenovo Tenerife logró su segundo título tras derrotar en la Final al Baxi Manresa por 98-87.
| Bilbao            |
| ----------------- |
| Bilbao Arena      |
| Capacidad: 10,014 |
|                   |

| Equipo                 | Anteriores presencias F4/F8 | Mejor puesto obtenido       |
| ---------------------- | --------------------------- | --------------------------- |
| Hapoel U-NET Holon     | 20-21                       | Cuartos de final F8 (20-21) |
| Lenovo Tenerife        | 16-17, 18-19, 19-20 y 20-21 | Campeón (16-17)             |
| Baxi Manresa           | 0                           | Fase de grupos (19-20)      |
| MHP Riesen Ludwigsburg | 17-18                       | 4.º Puesto F4 (17-18)       |

### Semifinales
| 6 de mayo de 2022- 18:00 (CEST) Semifinal 1 | Hapoel U-NET Holon                                                    | 71–78            | Lenovo Tenerife                                                                             | Bilbao |  |
|                                             | Parciales: 13-20, 20-22, 18-17, 20-19                                 |                  |                                                                                             | |  |
|                                             | Estadísticas Joe Ragland 22 Rafi Menco 6 Joe Ragland 5 Joe Ragland 25 | Pts Reb Asts Val | Estadísticas 17 Marcelinho Huertas 9 Fran Guerra 9 Marcelinho Huertas 23 Marcelinho Huertas | Pabellón: Bilbao Arena Asistencia: 4623 espectadores Árbitros: Yohan ROSSO Saverio LANZARINI Mārtiņš KOZLOVSKIS |  |

| 6 de mayo de 2022- 21:00 (CEST) Semifinal 2 | MHP Riesen Ludwigsburg                                                                                | 55–63            | Baxi Manresa                                                              | Bilbao |  |
|                                             | Parciales: 17-20, 18-15, 14-20, 6-8                                                                   |                  |                                                                           | |  |
|                                             | Estadísticas Justin Simon 18 Jonah Radebaugh, Ethan Happ 9 Justin Simon, Ethan Happ 2 Justin Simon 17 | Pts Reb Asts Val | Estadísticas 15 Yankuba Sima 13 Chima Moneke 7 Dani Pérez 18 Chima Moneke | Pabellón: Bilbao Arena Asistencia: 6828 espectadores Árbitros: Manuel MAZZONI Martin HOROZOV Wojciech LISZKA |  |

### Partido por la Tercera Plaza
| 8 de mayo de 2022- 17:00 (CEST) Partido por la Tercera Plaza | MHP Riesen Ludwigsburg                                                           | 88–68            | Hapoel U-NET Holon                                                                 | Bilbao |  |
|                                                              | Parciales: 27-19, 15-10, 27-19, 19-20                                            |                  |                                                                                    | |  |
|                                                              | Estadísticas Justin Simon 27 Jonah Radebaugh 7 Justin Simon 6 Jonah Radebaugh 24 | Pts Reb Asts Val | Estadísticas 14 Tyrus McGee 8 Rafi Menco 5 Joe Ragland 12 Tyrus McGee, Joe Ragland | Pabellón: Bilbao Arena Asistencia: 3514 espectadores Árbitros: Saverio LANZARINI Michal PROC Geert JACOBS |  |

### GRAN FINAL
| 8 de mayo de 2022- 20:00 (CEST) Gran Final | Baxi Manresa                                                                             | 87–98            | Lenovo Tenerife                                                                           | Bilbao |  |
|                                            | Parciales: 25-27, 25-22, 17-33, 20-16                                                    |                  |                                                                                           | |  |
|                                            | Estadísticas Chima Moneke 24 Chima Moneke 8 Ismaël Bako, Joe Thomasson 3 Chima Moneke 27 | Pts Reb Asts Val | Estadísticas 18 Sasu Salin 7 Aaron Doornekamp 14 Marcelinho Huertas 22 Marcelinho Huertas | Pabellón: Bilbao Arena Asistencia: 7495 espectadores Árbitros: Manuel MAZZONI Yohan ROSSO Wojciech LISZKA |  |

| Campeón BCL 2021-22       |
| ------------------------- |
| Lenovo Tenerife 2º título |

## Distinciones individuales

### Premios a la temporada

#### Premios[8][9]
| Premio           | Galardonado        | Club                |
| ---------------- | ------------------ | ------------------- |
| MVP              | Chima Moneke       | Baxi Manresa        |
| Mejor Entrenador | Pedro Martínez     | Baxi Manresa        |
| Mejor Joven      | Giordano Bortolani | NutriBullet Treviso |

#### Quinteto Ideal
| Primer equipo     | Primer equipo          | Segundo equipo         | Segundo equipo   |
| Jugador           | Equipo                 | Jugador                | Equipo           |
| ----------------- | ---------------------- | ---------------------- | ---------------- |
| Joe Ragland       | Hapoel U-NET Holon     | Marcelinho Huertas     | Lenovo Tenerife  |
| Jonah Radebaugh   | MHP RIESEN Ludwigsburg | Joe Thomasson          | Baxi Manresa     |
| Chima Moneke      | Baxi Manresa           | DeVaughn Akoon-Purcell | Galatasaray Nef  |
| Chris Johnson     | Hapoel U-NET Holon     | Elijah Stewart         | U-BT Cluj-Napoca |
| Giorgi Shermadini | Lenovo Tenerife        | Ivan Buva              | Rytas Vilnius    |

### Mejor quinteto defensivo
| Jugador       | Equipo             | Ref.   |
| ------------- | ------------------ | ------ |
| Alberto Díaz  | Unicaja Málaga     | [ 10 ] |
| Justin Simon  | Riesen Ludwigsburg | [ 10 ] |
| Chris Johnson | Hapoel U-NET Holon | [ 10 ] |
| Kaiser Gates  | Hapoel Jerusalem   | [ 10 ] |
| Chima Moneke  | Baxi Manresa       | [ 10 ] |

### Premios parciales

#### MVP Final Four
| MVP de la Final Four | MVP de la Final Four |
| Jugador              | Equipo               |
| -------------------- | -------------------- |
| Marcelinho Huertas   | Lenovo Tenerife      |

#### MVP mensual
| Mes       | Jugador           | Club               | Ref-   |
| 2021      | 2021              | 2021               | 2021   |
| --------- | ----------------- | ------------------ | ------ |
| Octubre   | Jonah Radebaugh   | Riesen Ludwigsburg | [ 12 ] |
| Noviembre | Ivan Buva         | Rytas Vilnius      | [ 13 ] |
| Diciembre | Brandon Brown     | U-BT Cluj-Napoca   | [ 14 ] |
| 2022      |                   |                    |        |
| Enero     | Doğuş Özdemiroğlu | Darüşşafaka        | [ 15 ] |
| Febrero   | David Holston     | JDA Dijon          | [ 16 ] |
| Marzo     | Joe Ragland       | Hapoel U-NET Holon | [ 17 ] |
| Abril     | Chima Moneke      | Baxi Manresa       | [ 18 ] |